# Wiersze z Chicago
Wiersze z Chicago (Chicago Poems) – tom liryków amerykańskiego poety Carla Sandburga, stanowiący jego najbardziej rozpoznawane dzieło. Zbiór ten został wydany w 1916 roku przez oficynę Alfred Haracourt, Henry Holt and Company. Sam Sandburg powiedział, że pisze wiersze o mieście, które przez długie lata dobrze poznał. Ukazanie się tomiku mieści się w szerszym zjawisku, które określa się mianem Renesansu chicagowskiego. Liryki ze zbiorku pisane są wierszem wolnym lub prozą poetycką. Charakterystyczną cechą Wierszy z Chicago jest naturalistyczne ukazywanie obrazu wielkiego miasta, pełnego patologicznych zjawisk, oparte na doświadczeniu autora. Nie brakuje w nich polskiego akcentu: A Polish boy is out with his best girl; they marry next month; to-night they are throwing you kisses. (Back Yard). 
Utwory wchodzące w skład cyklu Wiersze z Chicago (albo Wiersze o Chicago) tłumaczyli na język polski Michał Sprusiński, Marek Skwarnicki i Krzysztof Mętrak.